# Stadtpark metróállomás
Stadtpark egy metróállomás Bécsben a bécsi metró U4-es vonalán.

## Szomszédos állomások
A metróállomáshoz az alábbi állomások vannak a legközelebb:
- Landstraße
- Karlsplatz

## Átszállási kapcsolatok
| U4 (Heiligenstadt ↔ Hütteldorf) |                        |                         |
| Állomás                         | Átszállási kapcsolatok | Fontosabb létesítmények |
| Stadtpark                       |                        | Stadtpark               |